# Römer (Adelsgeschlecht)

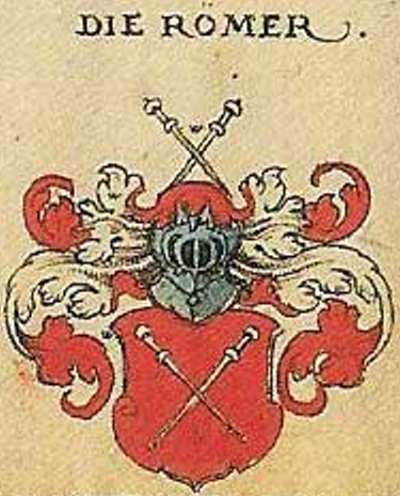
Wappen derer von Römer (Markgrafschaft Meißen) aus Siebmachers Wappenbuch

Wappen derer von Römer (Landgrafschaft Hessen)

Römer ist der Name eines aus der Markgrafschaft Meißen stammenden Familie und späteren Adelsgeschlechts, dessen Stammreihe mit dem aus Chemnitz stammenden Hans Römer beginnt und das über fünf Jahrhunderte bis zum Ende des Zweiten Weltkriegs dem sächsischen Bergbau eng verbunden war.

## Geschichte
1401 wird der Chemnitzer Ratsherr Paul Romer urkundlich erwähnt. Das Adelsgeschlecht begründeten die beiden Brüder Martin Römer und Nicol Römer aus Zwickau, die 1470 einen Adelsbrief erhielten. Martin erwarb sich ein großes Vermögen als Bergzehntner zu Schneeberg durch den von ihm dort initiierten Silberbergbau. Auch ließ er als Amtshauptmann von Zwickau bedeutende Bauwerke in seiner Heimatstadt errichten und betätigte sich als Mäzen. Beide Brüder ließen sich spätgotische Stadthäuser in Zwickau errichten und erwarben zudem Rittergüter in der Umgebung, so 1470 das Rittergut Untersteinpleis und 1478 das Rittergut Neumark im Vogtland. Zwei von Nicol Römers Söhnen begründeten die beiden Linien der Familie: Wolf die ältere Neumark-Rauensteiner Linie, Martin die jüngere Steinpleiser Linie.

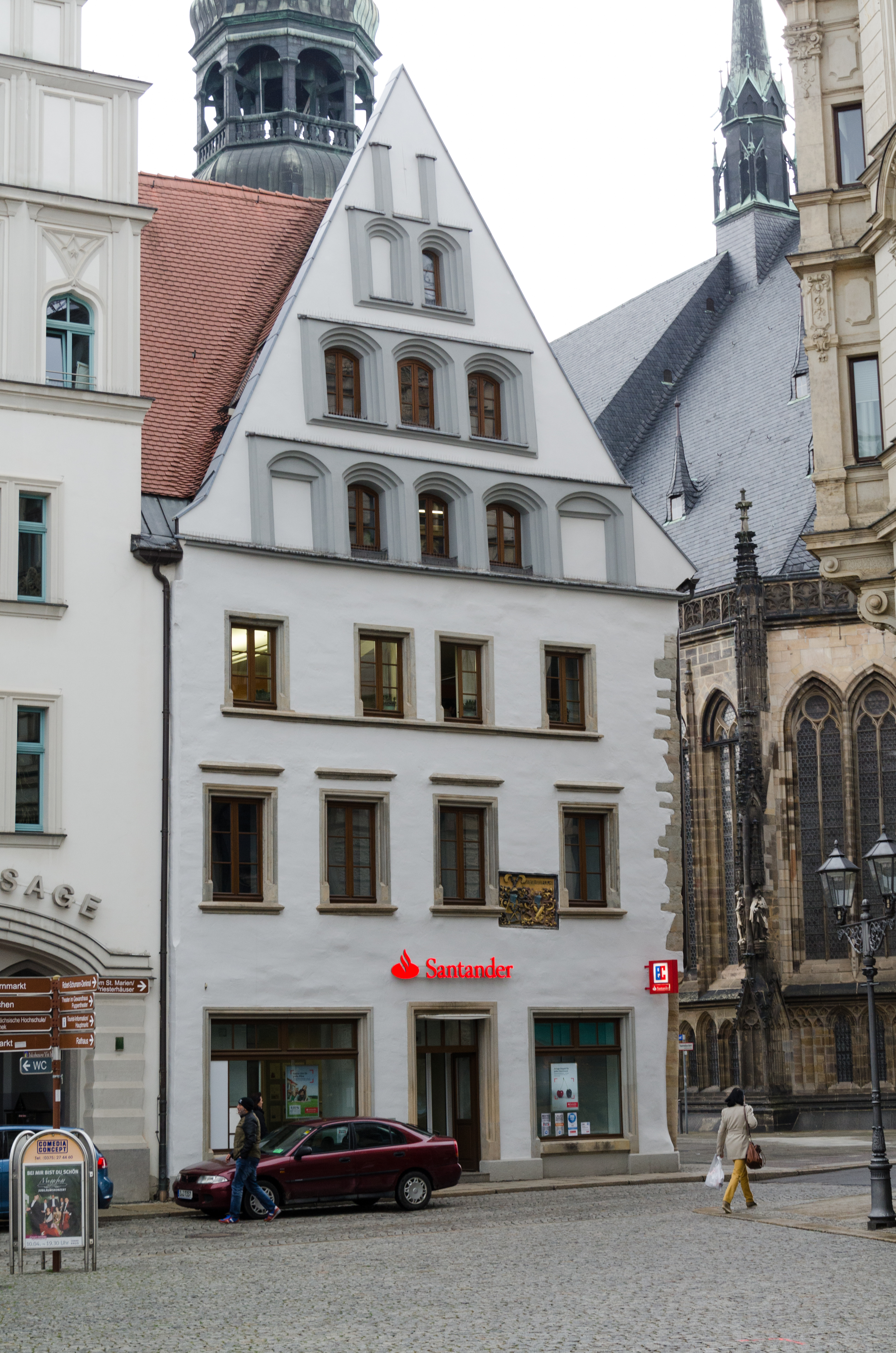
Martin Römers Haus am Zwickauer Hauptmarkt (von 1479)
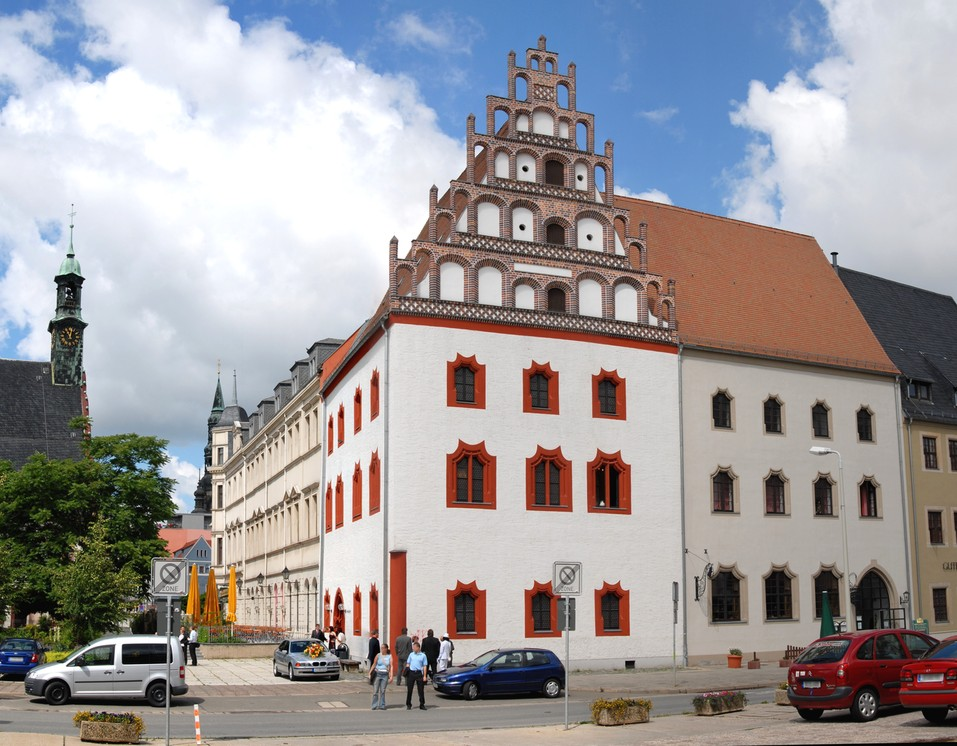
Nicol Römers Haus (von 1480)

Für eine Familienstiftung wurde 1770 die Burg Schönfels erworben und im 18. und 19. Jahrhundert folgte noch weiterer Grundbesitz.
Im Jahr 1945 wurde die Familie von Römer im Rahmen der Bodenreform enteignet und teilweise auf die Insel Rügen deportiert. Das Gut Neumark wurde ab 1990 von der Familie zurückgekauft, ebenso 2015 das Gutshaus Steinpleis.

## Adelsimmatrikulation
Nachdem sie schon im Besitz eines Wappenbriefes waren, erhielten am 3. Februar 1470 Martin Römer und dessen Bruder Nicol Römer durch Kaiser Friedrich III. einen Adelsbrief. Eine kurfürstliche und herzoglich sächsische Belehnung mit Steinpleis und Niederalbertsdorf, beide im heutigen Landkreis Zwickau, erfolgte am 6. Februar 1476.
Die offizielle Eintragung (Adelsimmatrikulation) in das königlich sächsische Adelsbuch wurde allerdings erst am 7. März 1912 vorgenommen.

### Wappen (Meißen)
Blasonierung: „In Rot zwei schräg gekreuzte goldene (silberne) Pilgerstäbe (Römerstäbe, auch Eselspeitschen) mit der Spitze nach unten. Auf dem Helm, mit rot-silbernen Decken, die gekreutzten Pilgerstäbe.“

### Wappen (Hessen)
Blasonierung: „In von Gold und Schwarz geteiltem Schild zwei geschrägte begriffte Pilgerstäbe verwechselter Farbe. Auf dem Helm mit schwarz-goldenen Decken ein schwarz-gestulpter goldener Hut mit zwei zwischen Hut und Stulp gesteckten geschrägten schwarzen Pilgerstäben, je oben mit einem goldenen Hahnenfederbusch besteckt.“

## Kurländische Linie

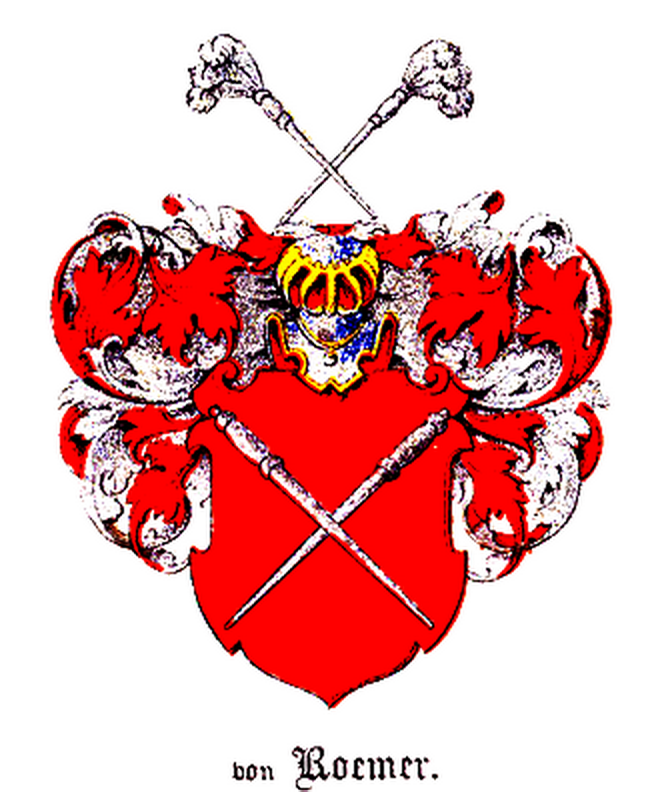
Wappen derer von Römer im Baltischen Wappenbuch

### Römer (Kurland)
Es gibt außerdem ein livländisches Geschlecht, dessen sichere Stammreihe in Riga mit Symon Romer beginnt, im Jahr 1561 urkundlich genannt. Allerdings erfolgte bereits am 1. August 1670 in Zwickau die offizielle Anerkennung der Zugehörigkeit zum oben beschriebenen meißnischen Adelsgeschlecht für die im Königreich Polen ansässigen Brüder und Vettern, den königlich polnischen Kammerherrn und Oberst Matthias Römer, den königlich polnischen Rittmeister Christoph Römer, Gutsherr auf Halswigshof (Kurland), den königlich polnischen Leutnant Johann Römer, den königlich polnischen Kapitän Heinrich Römer, Gutsherr auf Marzendorf, sowie für den königlich polnischen Leutnant Stephan Römer, Pfandherr auf Gut Marzendorf. Die kurfürstlich sächsische Bestätigung dieser Zugehörigkeit wurde am 19. September 1670 in Dresden vorgenommen. Die Immatrikulation bei der Kurländischen Ritterschaft für deren Nachkommenschaft folgte am 10. Mai 1841.

### Wappen (Kurland)
Blasonierung: „In Rot zwei geschrägte silberne Pilgerstäbe mit je zwei Knöpfen am Griff. Auf dem Helm mit rot-silbernen Decken die Pilgerstäbe, je oben mit drei silbernen Straußenfedern besteckt.“

## Besitztümer

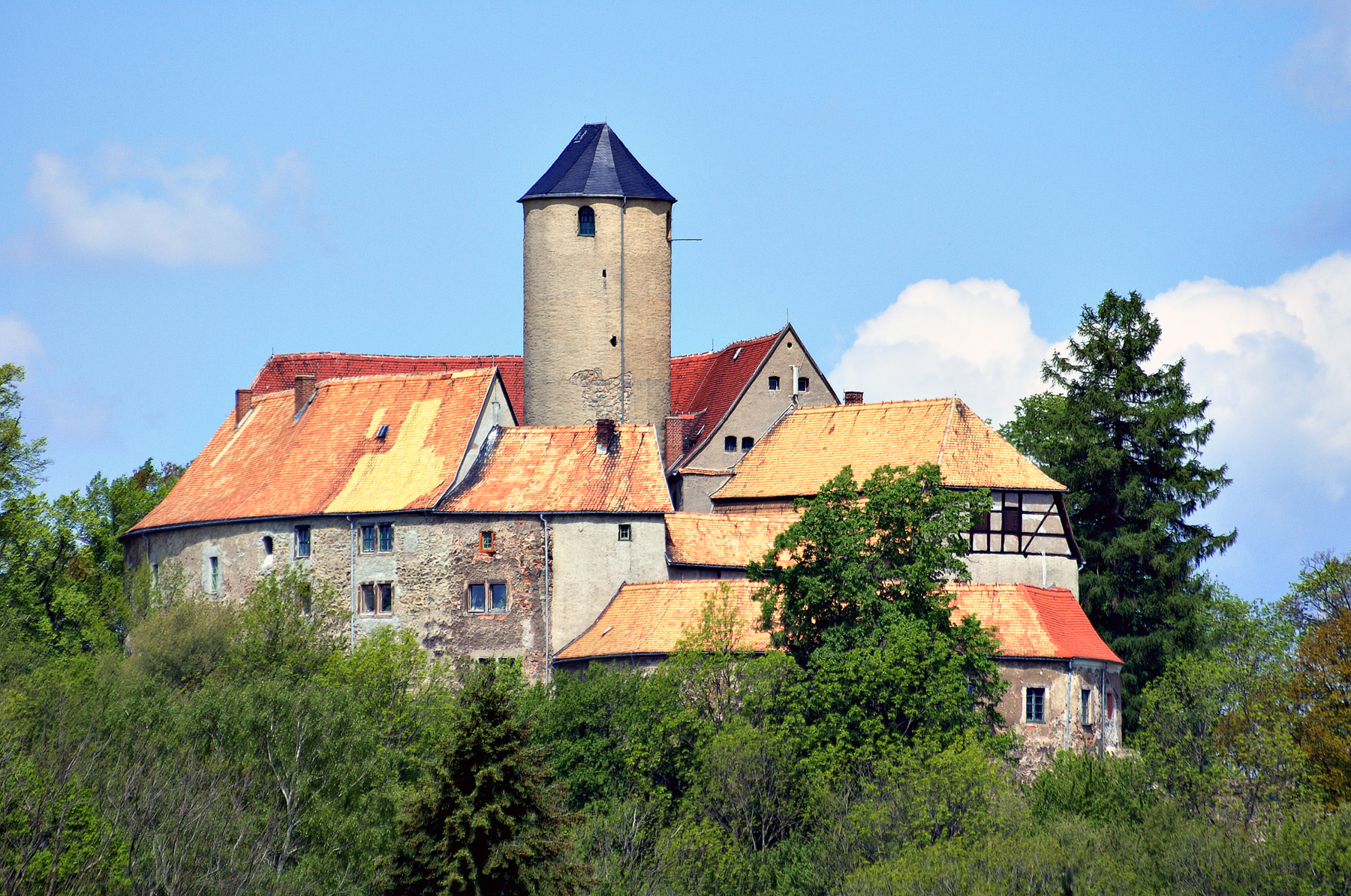
Burg Schönfels, von 1770 bis 1945 im Besitz der Familienstiftung

- Rittergut Untersteinpleis (bei Werdau), 1470 erworben von Martin Römer, bis 1945 im Besitz der Familie, das Schloss zurückerworben 2015
- Rittergut Neumark im Vogtland (bei Reichenbach), von 1478 bis 1500 und von 1649 bis 1945 im Besitz der Familie, zurückerworben 1990
- Schloss Rauenstein (Erzgebirge) befand sich von 1651 bis 1743 im Pachtbesitz der Familie
- Burg Schönfels (in Altschönfels bei Zwickau), von 1770 bis 1945 im Besitz der Familienstiftung von Römer-Rauenstein'sches Familiengestift
- Rittergut Löthain (bei Meißen), von 1796 bis 1945 im Besitz der Familie
- Rittergut Nausitz (Kyffhäuserkreis), von 1796 bis 1920/1945 im Besitz der Familie
- Rittergut Wohlhausen (bei Markneukirchen), von 1823 bis 1945 im Besitz der Familie
- Rittergut Leubnitz (Werdau) (kurzzeitig)

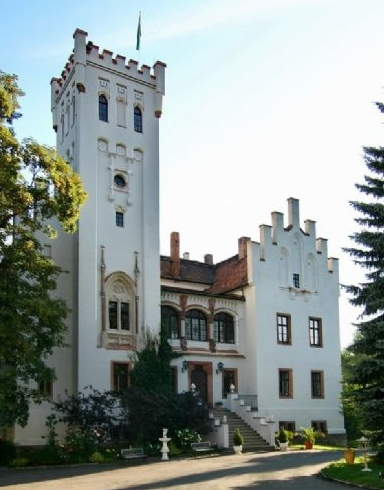
Rittergut Steinpleis
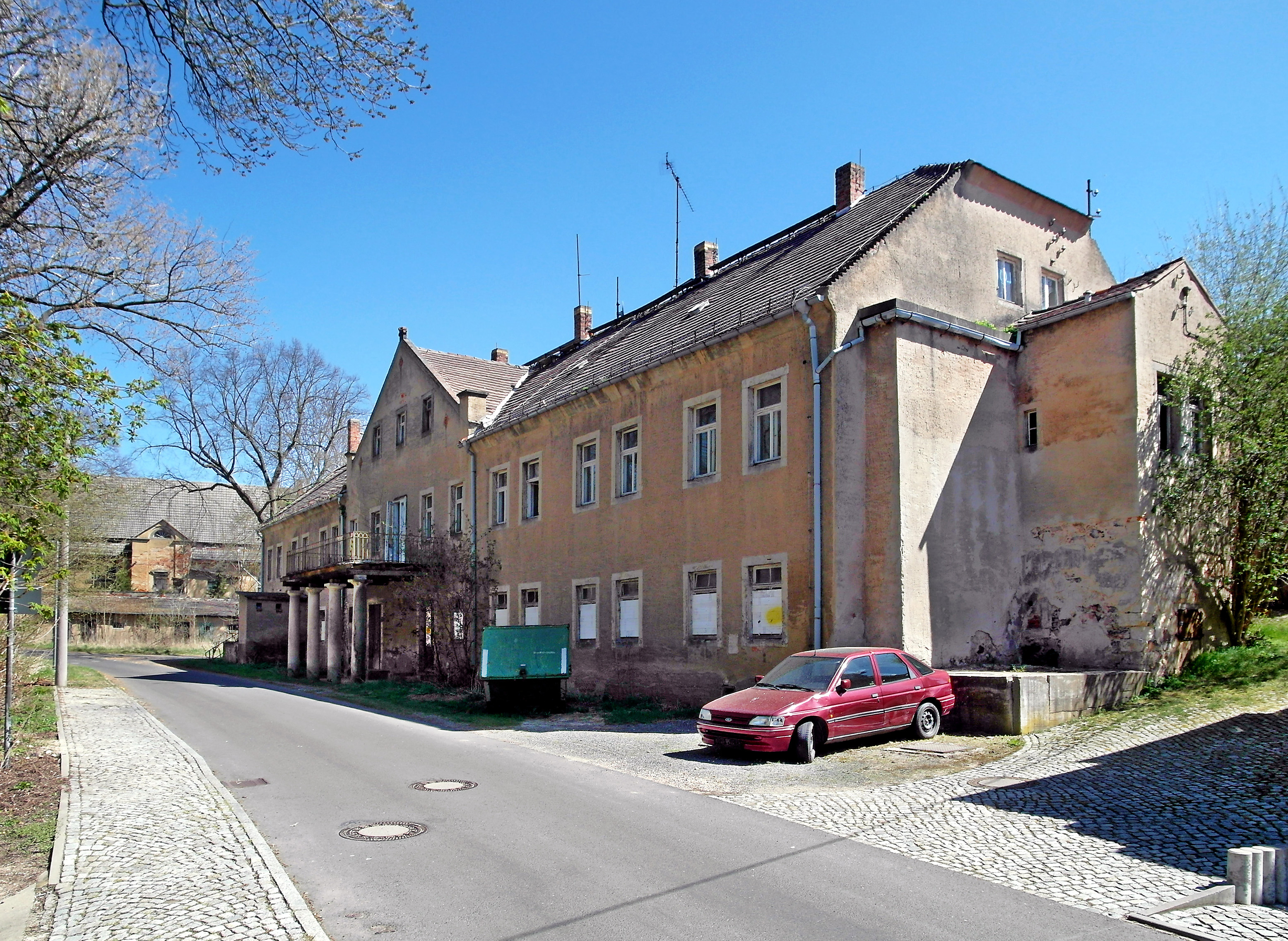
Rittergut Löthain
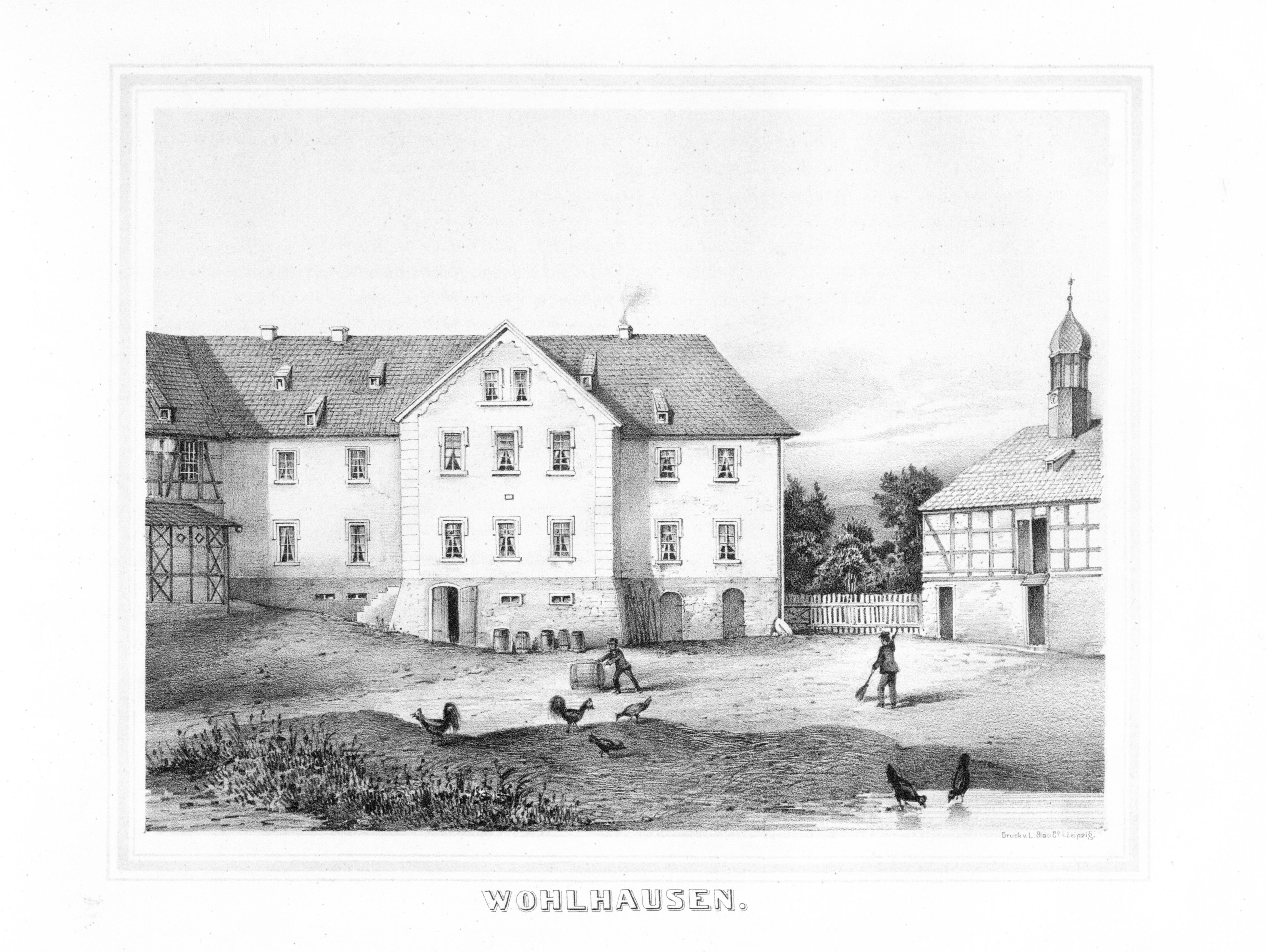
Rittergut Wohlhausen

## Namensträger
- Martin Römer (um 1432–1483), Bergzehntner zu Schneeberg sowie Handelsherr, Bergwerksbesitzer und sächsischer Amtshauptmann zu Zwickau, Mäzen der Stadt Zwickau, 1470 geadelt
- Nicol Römer (um 1435–1493), Handelsherr und Ratsherr zu Zwickau
- Jobst Christoph von Römer (Forstmeister) (um 1588–1660), sächsischer Oberforst- und Wildmeister, Oberaufseher der Zölle und Saale-Flößerei sowie Mitglied der „Fruchtbringenden Gesellschaft“
- Karl Joachim von Römer (1672–1741), kursächsischer Oberst und kaiserlicher Feldmarschallleutnant
- Carl Joachim Römer († 1750), königlich-polnischer und kurfürstlich-sächsischer Generalmajor
- Jobst Christoph von Römer (Bergrat) (vor 1794–1838), sächsischer Obersteuereinnehmer und Bergkommissionsrat sowie Gutsherr auf Löthain
- Rudolph von Römer (1803–1871), sächsischer Gutsherr, Sammler, Bibliophiler und Botaniker
- Mykolas Römeris (1880–1945), litauischer Verfassungsrechtler, Prof. für Verfassungsrecht an den Universitäten Kaunas und Wilna, Namensgeber der Mykolas-Romeris-Universität in Wilna
- Mareen von Römer (* 1987), deutsche Volleyballspielerin